# قطعنامه ۱۴۵۷ شورای امنیت
قطعنامه ۱۴۵۷ شورای امنیت سازمان ملل متحد که در تاریخ ۲۴ ژانویه ۲۰۰۳ تصویب شد، سندی بین‌المللی دربارهٔ اوضاع در مورد جمهوری دموکراتیک کنگو است. این قطعنامه طی نشست ۴۶۹۱ام با ۱۵ رای موافق، ۰ مخالف و ۰ ممتنع تصویب شد.